# Ganbarion
Ganbarion (ガンバリオン Ganbarion) est une société japonaise de jeux vidéo fondée le 13 août 1999. Elle est spécialisée dans le planning/développement de logiciels vidéoludiques. Les deux principaux clients de la société incluent Namco Bandai Games et Nintendo. Ils sont notables pour leur série des jeux Jump Stars comme Jump Super Stars et Jump Ultimate Stars.

## Liste des jeux
- One Piece: Grand Battle!  (2001)[3]
- One Piece: Grand Battle! 2  (2002 ; Japon uniquement)[4]
- Azumanga Donjara Daioh  (2002 ; Japon uniquement)[5]
- One Piece Grand Battle 3!  (2003 ; Japon uniquement)[6]
- Vattroller X  (2004 ; Japon uniquement)[7]
- Shonen Jump's One Piece: Grand Battle  (2005) (connu sous le titre Grand Battle Rush au Japon)[8]
- Jump Super Stars  (2005)[9]
- Shonen Jump's One Piece: Grand Adventure  (2006)
- Jump Ultimate Stars  (2006)[10]
- One Piece: Unlimited Adventure  (2007)[11]
- One Piece: Unlimited Cruise  (2008-2009)[12],[13]
- One Piece: Gigant Battle  (2010)[14]
- Pandora's Tower  (2011)[15]
- Wii Fit U  (2013, co-développé avec Nintendo EAD)[16]
- One Piece: Unlimited World Red (2014)[17]
- One Piece: Super Grand Battle! X (2014) (Japan only)[18]
- World Trigger: Smash Borders (2015) (Japan only)[19]
- Golondia (2015) [20]
- Dragon Ball Fusions (2016)[21]
- Shurado (2017)[22]
- One Piece: World Seeker (2019)[23]